# Łączki (Nidzica)
Łączki (deutsch Albinshof) ist ein untergegangener Ort in der polnischen Woiwodschaft Ermland-Masuren. Seine Ortsstelle liegt im Gebiet der Gmina Nidzica (Stadt- und Landgemeinde Neidenburg) im Powiat Nidzicki (Kreis Neidenburg).
Die Ortsstelle von Łączki liegt im Südwesten der Woiwodschaft Ermland-Masuren, sechs Kilometer westlich der Kreisstadt Nidzica (deutsch Neidenburg).
Albinshof wurde am 8. April 1859 aus dem früheren Abbau Wiese gebildet und bestand im Wesentlichen lediglich aus einem großen Hof. Es handelte sich um einen Wohnplatz innerhalb der Gemeinde Lissaken (1938 bis 1945 Talhöfen, polnisch Łysakowo) im ostpreußischen Kreis Neidenburg. Im Jahre 1905 zählte Albinshof 31 Einwohner.
Als 1945 in Kriegsfolge Albinshof mit dem gesamten südlichen Ostpreußen an Polen abgetreten wurde, erhielt der kleine Ort die polnische Namensform „Łączki“. Er wurde noch besiedelt, dann aber nicht mehr erwähnt und gilt – vielleicht in Łysakowo aufgegangen – als nicht mehr vorhanden.
Kirchlich war Albinshof in die evangelische Kirche Groß Schläfken (polnisch Sławka Wielka) in der Kirchenprovinz Ostpreußen der Kirche der Altpreußischen Union wie auch in die römisch-katholische Pfarrkirche Neidenburg im Bistum Ermland eingegliedert.
Die Ortsstelle von Łączki ist heute von Rozdroże (Karlshöhe) aus zu erreichen.